# 中航明捷航空服務
中航明捷航空服務，為一間中英合資公司，在香港國際機場負責旅客、飛行調度、配載平衡、貨運等範疇提供地勤服務的地勤代理商。怡中於香港國際機場擁有專業的培訓設施，與此同時也是國際航空運輸協會亞太及大中華區的專業培訓合作伙伴，為來自亞洲區的航空業專才提供各種現代化的運作管理和安全相關的培訓課程。本集團於香港及中國內地設有其他航空及旅遊相關業務。中航明捷航空服務為明捷航空與中國航空(集團)有限公司的合資公司。

## 公司歷史[1]
- 1946年，公司原名為怡和航空（Jardine Airways），於啟德機場（前香港國際機場）提供地勤服務
- 1988年，怡和航空（Jardine Airways）進行重組，並成立了怡中，為怡和集團與中航的合資公司
- 1998年，怡勤的誕生。怡勤是怡中的附屬公司，獲香港機場管理局授予特許經營權，於赤鱲角國際機場提供飛機停機坪及行李處理等地勤服務
- 2024年1月25日，怡和集團轉讓股權給明捷航空（Menzies Aviation），交易完成後，怡中航空服務集團將會更名為「中航明捷航空服務」，正式成為明捷航空旗下公司。

## 地勤服務
- 旅客服務
  - 登記櫃檯服務
  - 接待及登機服務
  - 行李查詢服務
  - 票務及旅客問詢服務
- 運行控制
  - 飛行調度
  - 機組管理 / 中央機組管理
  - 配載平衡控制 / 中央配載平衡控制
  - 外場調度
  - 人力策劃
- 貨運服務
- 飛機停機坪服務

## 航空公司客戶
| - 中國國際航空 - 中國東方航空 - 中國南方航空 - 大灣區航空 - 四川航空 - 上海航空 - 山東航空 - 廈門航空 - 澳門航空 - 江西航空 - 蘇南瑞麗航空 - 西藏航空 - 中華航空 - 長榮航空 | - 全日空航空 - 捷星日本航空 - 樂桃航空 - 柬埔寨國家航空 - 宿霧太平洋航空 - 菲律賓航空 - 加魯達印尼航空 - 新西蘭航空 - 法國航空 - 芬蘭航空 - 英國航空 | - 荷蘭皇家航空 - 加拿大航空 - 以色列航空 - 阿聯酋航空 - 斯里蘭卡航空 |

## 中航明捷航空學院
中航明捷航空學院（英文：Menzies CNAC Aviation Academy，縮寫：MCAA），成立於2013年，與國際航空運輸協會（IATA）合作提供一系列的航站服務與管理課程。